# Rheumaptera septemlineata
Rheumaptera septemlineata är en fjärilsart som beskrevs av Felix Bryk 1921. Rheumaptera septemlineata ingår i släktet Rheumaptera och familjen mätare. Inga underarter finns listade.